# Мастер-плёнка
Мастер-плёнка — плёнка, на которой прожжены отверстия в зеркальном отображении в соответствии с копируемым изображением. Мастер-плёнка применяется в цифровых дупликаторах (ризографах).
В составе мастер-плёнки присутствуют как минимум два слоя, один из которых — тонкая полимерная плёнка, а другой представляет собой однородную структуру из растительных волокон, легко пропускающую жидкую краску.
Внутренний слой плёнки пропитывается краской. Через отверстия в плёнке краска поступает на бумагу, прижимаемую к печатающему цилиндру прижимным валом. Разрешающая способность при печати — до 600 точек на дюйм. Гарантированная тиражестойкость такой формы составляет не менее 4000 отпечатков без потери качества изображения.